# Žofie Amálie Brunšvická
Žofie Amálie Brunšvická (dánsky Sophie Amalie) (24. března 1628, Herzberg – 20. února 1685, Kodaň) byla rodem brunšvicko-lüneburská princezna a jako manželka dánského krále Frederika III. dánská a norská královna v letech 1648–1670.

## Biografie
Žofie Amálie se narodila jako čtvrté dítě a jediná dcera brunšvicko-lüneburského vévody Jiřího (1583–1641) a jeho manželky Anny Eleonory Hesensko-Darmstadtské (1601–1659).

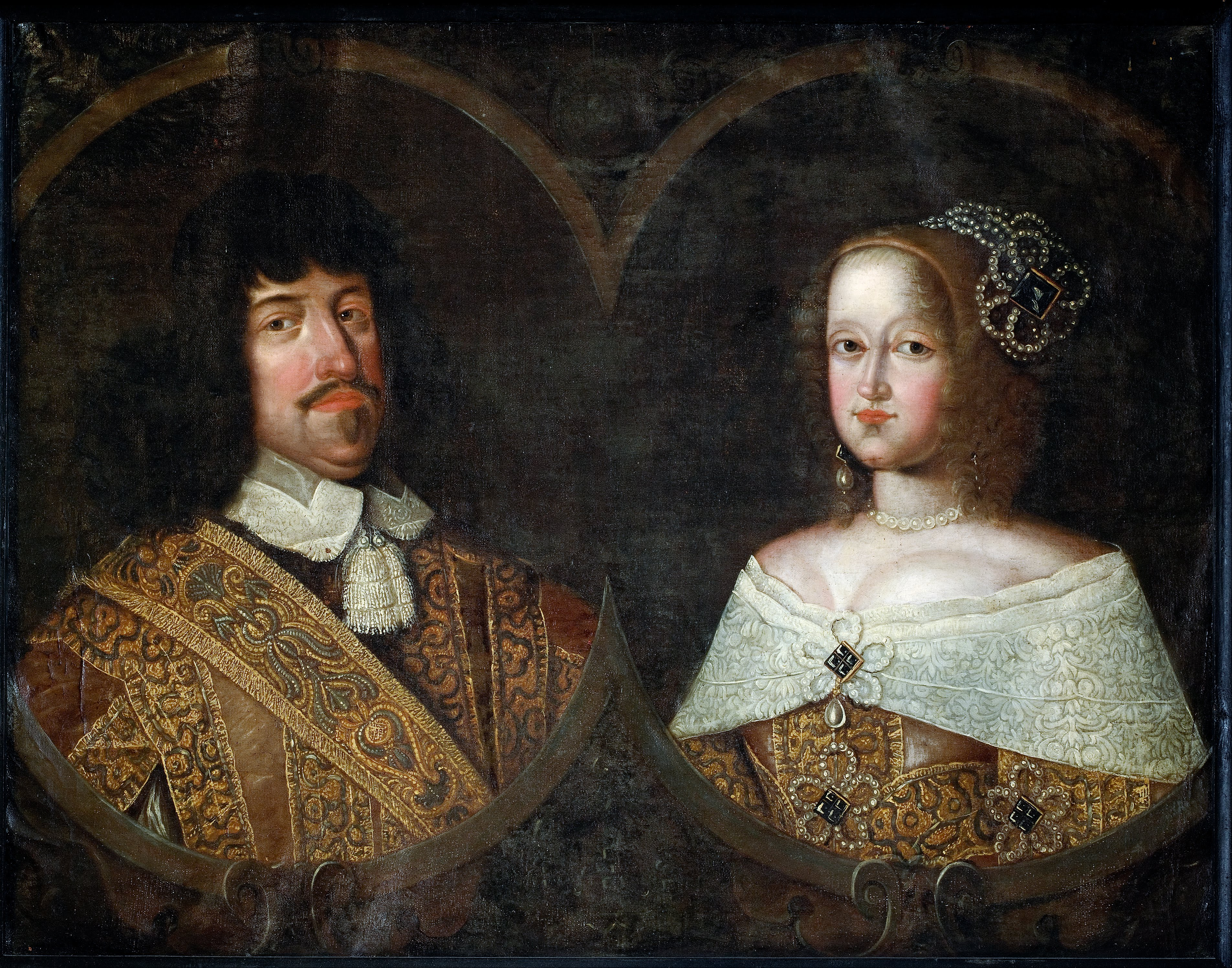
Pozdější dánský královský pár – král Frederik III. a královna Žofie Amálie Brunšvická na dvojportrétu z období po jejich svatbě roku 1643

### Manželství a potomci
Ve věku 12 let byla zasnoubena s následníkem dánského trůnu, princem Frederikem (pozdějším dánským králem Frederikem III.) a o tři roky později, 1. října roku 1643 se za něj v Glücksburgu
provdala. Manželství bylo uzavřeno z politických důvodů a manželé k sobě nikdy nechovali hlubších citů, nelze se tedy divit, že oba měli mimomanželské vztahy, jež si vzájemně tolerovali.
Z manželství Žofie Amálie a Frederika III. vzešlo osm dětí, z nichž dvě mladší zemřely v útlém věku:
- 1. Kristián V. (15. 4. 1646 Flensburg – 25. 8. 1699 Kodaň), král dánský a norský od roku 1670 až do své smrti, manž. 1667 Šarlota Amálie Hesensko-Kasselská (27. 4. 1650 Kassel – 27. 3. 1714 Kodaň)[1]
- 2. Anna Žofie (1. 9. 1647 Flensburg – 1. 7. 1717 Prettin), manž. 1666 Jan Jiří III. Saský (20. 6. 1647 Drážďany – 12. 9. 1691 Tübingen), saský kurfiřt[2]
- 3. Frederika Amálie (11. 4. 1649 Kodaň– 30. 10. 1704 Kiel), manž. 1667 Kristián Albrecht Holštýnsko-Gottorpský (13. 2. 1641 Schleswig – 6. 1. 1695 tamtéž), holštýnsko-gottorpský vévoda, biskup v Lübecku[3]
- 4. Vilemína Ernestina (20. 6. 1650 Kodaň – 23. 4. 1706 Prettin), manž. 1671 Karel II. Falcký (31. 3. 1651 Heidelberg – 16. 5. 1685 tamtéž), falcký kurfiřt[4][5]
- 5. Frederik (11. 10. 1651 Kodaň – 14. 3. 1652 tamtéž)[6]
- 6. Jiří (21. 4. 1653 Kodaň – 8. 11. 1708 Londýn), princ-manžel Velké Británie, manž. 1683 Anna Stuartovna (6. 2. 1665 Londýn – 1. 8. 1714 tamtéž), královna Anglie, Skotska a Irska a později Království Velké Británie a Irska od roku 1702 až do své smrti[7]
- 7. Ulrika Eleonora (11. 9. 1656 Kodaň – 26. 7. 1693 Solna), manž. 1680 Karel XI. (24. 11. 1655 Stockholm – 5. 4. 1697 tamtéž), švédský král od roku 1660 až do své smrti[8]
- 8. Dorotea Juliana (16. 11. 1657 Kodaň – 15. 5. 1658 tamtéž)[9]

### Královna
Žofie Amálie společně s manželem nastoupila na dánský a norský trůn 28. února roku 1648 po smrti svého tchána Kristiána IV. Pár byl korunován v katedrále Panny Marie v Kodani; byla to poslední dánská korunovace v tomto svatostánku.
Královna měla spíše mužské záliby: ráda jezdila na koni a milovala lov. Byla přesvědčena o své výjimečné společenské nadřazenosti a podle toho i žila na vysoké noze, ve výjimečném přepychu, inspirujíc se francouzským králem Ludvíkem XIV., což se negativně podepisovalo na stavu královské pokladny. Pohoršení vyvolalo pózování královny v rouše Evině na portrétu, který ji představoval jako bohyni Héru. Žofie Amálie zahájila stavbu královské residence, který byl nazván jejím jménem – palác Amalienborg (oficiální rezidence dánských králů v Kodani). Měla velký vliv na politické dění (m.j. na vznik absolutní monarchie v Dánsku), podporovala svazky Dánska se Švédskem a Francií, čehož výsledkem bylo i manželství její dcery Ulriky Eleonory se švédským králem Karlem IX. Po smrti manžela většinu času trávila v paláci Amalienborg, aby neztratila kontrolu nad vládou svého syna Kristiána V.
Dánové ji pamatují především pro její chorobnou nesnášenlivost a nenávist k nevlastní sestře jejího manžela, syna krále Kristiána IV. z druhého morganatického manželství, Eleonoře Kristýně: manžel Eleonory Kristýny Corfitz Ulfeldt získal sňatkem významné úřady, vládu a především značný vliv na krále Kristiána IV. a po jeho smrti se snažil zabránit korunnímu princi Frederikovi v nástupu na trůn. Frederik ho přesto ponechal v jeho úřadech, Ulfeldt však byl velmi trnem v oku královně; v roce 1651 byl obviněn z plánování královraždy a prchl do Holandska, poté do Švédska, odkud se vrátil po uzavření míru v Roskilde, po zavedení absolutní monarchie však opět odešel a v roce 1664 se utopil v Rýnu u Basileje. Eleonora Kristýna byla v roce 1663 uvězněna (poté co ji anglický král Karel II. nechal poslat do Dánska) a do královniny smrti držena pod zámkem.

### Smrt
Žofie Amálie zemřela v 20. února 1685 ve své rezidenci Amalienborgu a byla pochována v katedrále v Roskilde, místě posledního odpočinku dánských králů.

## Vývod z předků
|                                      |                                     |  |                   |                                     |  |  |  |  |  |  |  | Jindřich I. Brunšvicko-Lüneburský |
|                                      |                                     |  |                   |                                     |  |  |  |  |  |  |  |                                   |
|                                      | Arnošt I. Brunšvicko-Lüneburský     |  |                   |                                     |  |  |  |  |  |  |  |                                   |
|                                      |                                     |  |                   |                                     |  |  |  |  |  |  |  |                                   |
|                                      |                                     |  |                   | Markéta Saská                       |  |  |  |  |  |  |  |                                   |
|                                      |                                     |  |                   |                                     |  |  |  |  |  |  |  |                                   |
|                                      | Vilém Brunšvicko-Lüneburský         |  |                   |                                     |  |  |  |  |  |  |  |                                   |
|                                      |                                     |  |                   |                                     |  |  |  |  |  |  |  |                                   |
|                                      |                                     |  |                   | Jindřich V. Meklenburský            |  |  |  |  |  |  |  |                                   |
|                                      |                                     |  |                   |                                     |  |  |  |  |  |  |  |                                   |
|                                      | Žofie Meklenbursko-Zvěřínská        |  |                   |                                     |  |  |  |  |  |  |  |                                   |
|                                      |                                     |  |                   |                                     |  |  |  |  |  |  |  |                                   |
|                                      |                                     |  |                   | Uršula Braniborská                  |  |  |  |  |  |  |  |                                   |
|                                      |                                     |  |                   |                                     |  |  |  |  |  |  |  |                                   |
|                                      | Jiří Brunšvicko-Lüneburský          |  |                   |                                     |  |  |  |  |  |  |  |                                   |
|                                      |                                     |  |                   |                                     |  |  |  |  |  |  |  |                                   |
|                                      |                                     |  |                   | Frederik I. Dánský                  |  |  |  |  |  |  |  |                                   |
|                                      |                                     |  |                   |                                     |  |  |  |  |  |  |  |                                   |
|                                      | Kristián III. Dánský                |  |                   |                                     |  |  |  |  |  |  |  |                                   |
|                                      |                                     |  |                   |                                     |  |  |  |  |  |  |  |                                   |
|                                      |                                     |  |                   | Anna Braniborská                    |  |  |  |  |  |  |  |                                   |
|                                      |                                     |  |                   |                                     |  |  |  |  |  |  |  |                                   |
|                                      | Dorotea Dánská                      |  |                   |                                     |  |  |  |  |  |  |  |                                   |
|                                      |                                     |  |                   |                                     |  |  |  |  |  |  |  |                                   |
|                                      |                                     |  |                   | Magnus I. Sasko-Lauenburský         |  |  |  |  |  |  |  |                                   |
|                                      |                                     |  |                   |                                     |  |  |  |  |  |  |  |                                   |
|                                      | Dorotea Sasko-Lauenburská           |  |                   |                                     |  |  |  |  |  |  |  |                                   |
|                                      |                                     |  |                   |                                     |  |  |  |  |  |  |  |                                   |
|                                      |                                     |  |                   | Kateřina Brunšvicko-Wolfenbüttelská |  |  |  |  |  |  |  |                                   |
|                                      |                                     |  |                   |                                     |  |  |  |  |  |  |  |                                   |
| 'Žofie Amálie Brunšvicko-Lüneburská' |                                     |  |                   |                                     |  |  |  |  |  |  |  |                                   |
|                                      |                                     |  |                   |                                     |  |  |  |  |  |  |  |                                   |
|                                      |                                     |  | Filip I. Hesenský |                                     |  |  |  |  |  |  |  |                                   |
|                                      |                                     |  |                   |                                     |  |  |  |  |  |  |  |                                   |
|                                      | Jiří I. Hesensko-Darmstadtský       |  |                   |                                     |  |  |  |  |  |  |  |                                   |
|                                      |                                     |  |                   |                                     |  |  |  |  |  |  |  |                                   |
|                                      |                                     |  |                   | Kristýna Saská                      |  |  |  |  |  |  |  |                                   |
|                                      |                                     |  |                   |                                     |  |  |  |  |  |  |  |                                   |
|                                      | Ludvík V. Hesensko-Darmstadtský     |  |                   |                                     |  |  |  |  |  |  |  |                                   |
|                                      |                                     |  |                   |                                     |  |  |  |  |  |  |  |                                   |
|                                      |                                     |  |                   | Bernard VIII. z Lippe               |  |  |  |  |  |  |  |                                   |
|                                      |                                     |  |                   |                                     |  |  |  |  |  |  |  |                                   |
|                                      | Magdalena z Lippe                   |  |                   |                                     |  |  |  |  |  |  |  |                                   |
|                                      |                                     |  |                   |                                     |  |  |  |  |  |  |  |                                   |
|                                      |                                     |  |                   | Kateřina Waldecko-Eisenberská       |  |  |  |  |  |  |  |                                   |
|                                      |                                     |  |                   |                                     |  |  |  |  |  |  |  |                                   |
|                                      | Anna Eleonora Hesensko-Darmstadtská |  |                   |                                     |  |  |  |  |  |  |  |                                   |
|                                      |                                     |  |                   |                                     |  |  |  |  |  |  |  |                                   |
|                                      |                                     |  |                   | Jáchym II. Hektor Braniborský       |  |  |  |  |  |  |  |                                   |
|                                      |                                     |  |                   |                                     |  |  |  |  |  |  |  |                                   |
|                                      | Jan Jiří Braniborský                |  |                   |                                     |  |  |  |  |  |  |  |                                   |
|                                      |                                     |  |                   |                                     |  |  |  |  |  |  |  |                                   |
|                                      |                                     |  |                   | Magdaléna Saská                     |  |  |  |  |  |  |  |                                   |
|                                      |                                     |  |                   |                                     |  |  |  |  |  |  |  |                                   |
|                                      | Magdalena Braniborská               |  |                   |                                     |  |  |  |  |  |  |  |                                   |
|                                      |                                     |  |                   |                                     |  |  |  |  |  |  |  |                                   |
|                                      |                                     |  |                   | Jáchym Arnošt Anhaltský             |  |  |  |  |  |  |  |                                   |
|                                      |                                     |  |                   |                                     |  |  |  |  |  |  |  |                                   |
|                                      | Alžběta Anhaltsko-Zerbstská         |  |                   |                                     |  |  |  |  |  |  |  |                                   |
|                                      |                                     |  |                   |                                     |  |  |  |  |  |  |  |                                   |
|                                      |                                     |  |                   | Anežka z Barby-Mühlingenu           |  |  |  |  |  |  |  |                                   |
|                                      |                                     |  |                   |                                     |  |  |  |  |  |  |  |                                   |